# Culegătorii (pictură)
Culegătorii este o pictură în ulei pe pânză realizată în 1892 de pictorul francez Charles Angrand.